# 国际稻米年
国际稻米年是1999年，國際稻米研究所（IRRI）基于稻米发展中产生的严重问题，而与联合国粮农组织合作共同发起的。2002年，菲律宾政府联合四十三个国家在联合国全体会议上正式要求将2004年定为国际稻米年。这也是联合国首次用一年的时间来宣传一种农产品。2003年10月31日，国际稻米年由粮农组织总干事雅克.迪乌夫先生在纽约的联合国总部正式启动。
国际稻米年的主题是：“稻米就是生命。”联合国希望以集体的方式来解决稻米生产中所出现的问题，并且对粮食生产和资源管理利用等方面进行改善，向公众宣传稻米系统在食品安全、营养构成和生活质量等方面的影响和贡献。